# Џенива (Алабама)
Џенива (енгл. Geneva) град је у америчкој савезној држави Алабама. По попису становништва из 2010. у њему је живело 4.452 становника.

## Демографија
Према попису становништва из 2010. у граду је живело 4.452 становника, што је 64 (1,5%) становника више него 2000. године.
| Група             | 2000.         | 2010.         |
| Белци             | 3.667 (83,6%) | 3.654 (82,1%) |
| Афроамериканци    | 622 (14,2%)   | 622 (14,0%)   |
| Азијати           | 2 (0,0%)      | 17 (0,4%)     |
| Хиспаноамериканци | 48 (1,1%)     | 80 (1,8%)     |
| Укупно            | 4.388         | 4.452         |